# ميشكا
ميشكا هي قرية تقع في إقليم أراد في رومانيا.

## السكان
حسب إحصائيات 2002 بلغ عدد سكان القرية 3,546 نسمة.